# Alicia en el país de las maravillas (película de 1903)
Alicia en el país de las maravillas (Alice in Wonderland) es una película muda británica de 1903 dirigida por Cecil Hepworth y Percy Stow. Se trata de la primera adaptación cinematográfica de la obra de Lewis Carroll Las aventuras de Alicia en el país de las maravillas. 
La película es memorable por sus efectos especiales, como la reducción de tamaño de Alicia en el salón de las puertas y su aumento en la casa del Conejo Blanco, que provoca que se atasque y haya de pedir ayuda por una ventana.
Sólo se conserva una copia de la película original, que duraba alrededor de 12 minutos. El Instituto Británico del Cine ha restaurado parcialmente la película y su tintado original, y ha recuperado aproximadamente ocho minutos.

## Sinopsis
La historia comienza con Alicia durmiendo en un bosque cuando de repente ve un Conejo Blanco con chaqueta y reloj. El conejo entra por una madriguera, Alicia lo sigue y entra en el País de las Maravillas donde se encuentra con sus curiosos habitantes hasta que la malvada Reina de Corazones ordena a sus soldados perseguir a Alicia, despertando así de su sueño.

## Reparto
- Alicia: May Clark
- Sapo: Cecil M. Hepworth
- Conejo Blanco / Reina de Corazones: Sra. Margaret Hepworth
- El sombrerero / Pez: Norman Whitten
- Carta de la baraja: Geoffrey Faithfull
- Carta de la baraja: Stanley Faithfull

En el reparto también hay muchos actores infantiles que representan cartas de la baraja.

## Restauración
El proceso de restauración estuvo a cargo de Instituto Británico de Cine, donde se toma la película original, se escaneó en una resolución dos veces mayor al de un televisor de alta definición y se la restauró digitalmente, agregándole los colores originales de las tintas, por computadora. 
El proceso de coloración de la cinta se hizo teniendo en cuenta las fórmulas químicas que se usaban a principios del siglo XX. Se usaron tonos sepia, azul y rojo que buscaban guiar a la audiencia entre cambios de escena.
Se dijo que se podía haber limpiado con químicos, pero la película estaba muy frágil y se tenía que evitar que sufriera más el material, y por eso se eligió el proceso de digitalización. La película se estrenó con acompañamiento de piano en vivo en la Biblioteca Británica, el 24 de febrero del 2010.
La película tenía daños por humedad y gran parte de la emulsión de la cinta se encontraba resquebrajada en la parte de los bordes. Una de las escenas que se perdieron es la de Alicia conversando con un cachorro gigante en medio de un jardín.